# Goniothalamus tamirensis
Goniothalamus tamirensis este o specie de plante din genul Goniothalamus, familia Annonaceae, descrisă de Jean Baptiste Louis Pierre, Achille Eugène Finet și François Gagnepain. Conține o singură subspecie: G. t. kamputensis.